# Zuid-Hollandsche Electrische Spoorweg-Maatschappij

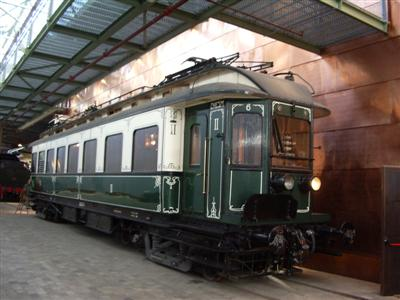
Het oorspronkelijke materieel van de Hofpleinlijn. ZHESM-motorrijtuig mBC 6 (bouwjaar 1908) in het Nederlands Spoorwegmuseum.

De Zuid-Hollandsche Electrische Spoorweg-Maatschappij (ZHESM) werd opgericht op 4 januari 1900 te Den Haag. Deze legde de volgende lijnen aan: Den Haag Hollands Spoor – Scheveningen, opening op 1 mei 1907 (stoomtractie), en Den Haag Loolaan – Rotterdam Hofplein, opening op 1 oktober 1908. Met ingang van deze datum werd elektrische tractie (10.000 V eenfase wisselstroom) ingevoerd. De elektrische centrale bevond zich te Leidschendam. Het was de eerste elektrische spoorweg in Nederland. Op dezelfde datum werd de exploitatie voortgezet door de HSM. Op 1 januari 1923 ging de ZHESM op in de HSM, want deze maatschappij had al sinds het begin van de ZHESM alle aandelen in handen. In 1938 ging de HSM op in de Nederlandse Spoorwegen.